# Rethabile Rasethuntša
Rethabile Rasethuntša (ur. 22 listopada 1994) – sotyjski piłkarz grający na pozycji obrońcy. Od 2018 roku jest zawodnikiem klubu Linare FC.

## Kariera klubowa
Swoją karierę piłkarską Rasethuntša rozpoczął w klubie Sundawana FC. W sezonie 2015/2016 zadebiutował w nim w pierwszej lidze sotyjskiej. W 2018 roku przeszedł do Linare FC. W sezonie 2022/2023 wywalczył z nim wicemistrzostwo Lesotho.

## Kariera reprezentacyjna
W reprezentacji Lesotho Rasethuntša zadebiutował 28 lipca 2019 w wygranym 3:2 meczu Mistrzostw Narodów Afryki 2020 z Południową Afryką, rozegranym w Maseru.